# هارون شو
هارون شو (بالإنجليزية: Aaron Shaw)‏ هو قاضي ومحامي وسياسي أمريكي، ولد في 19 ديسمبر 1811، وتوفي في 7 يناير 1887 في الولايات المتحدة. حزبياً، نشط في الحزب الديمقراطي. وقد انتخب عضو مجلس نواب إلينوي وانتخب عضو مجلس النواب الأمريكي.